# 专用铁路

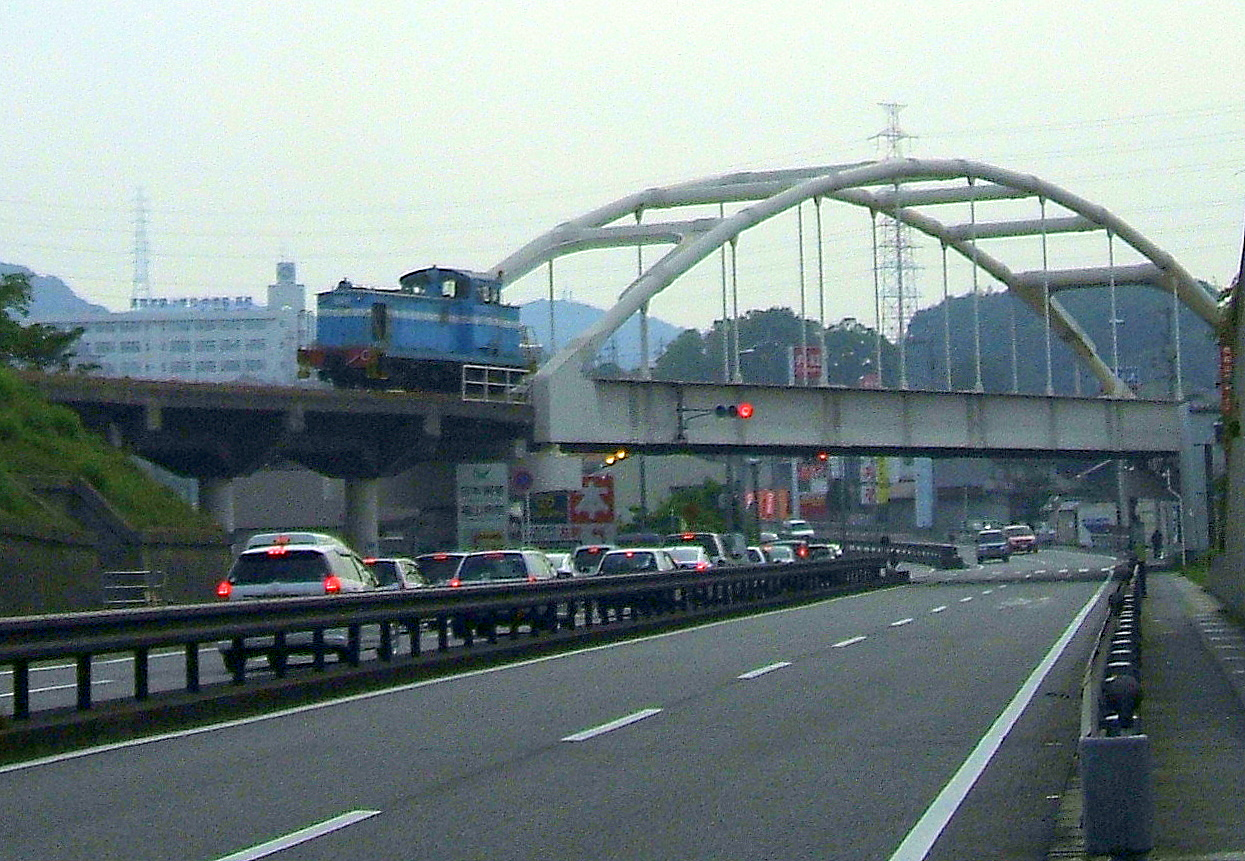
运行于专用线的工厂用单机车（日本广岛县福山市JFE钢铁西日本事业所福山市专用线）

专用铁路是一种不用于公共交通、专门服务于特定工业、物流或军事基地的铁路（通常是私有铁路）。它可以通过侧线将场地连接到公共货运网络，或者可能位于隔离区（有时距离公共铁路或地面道路很远）或完全位于服务区内。

## 概述
专用铁路曾经非常普遍，但随着公路运输的兴起，其数量大大减少。
专用铁路的用途是运输散装货物，例如来自采石场的粘土或来自矿井的煤炭，到与主线铁路的换乘点（称为交换侧线），然后从那里运输到最终目的地。
专用铁路兴起的主要原因通常有两个：
- 现场调车和整合：半成品或货物需要在生产现场的不同部分之间运输，以便进行生产或做好装运准备。如果由干线铁路运营商承担短距离运输相对少量货物的成本较高，他们通过收取长距离散装货物运输费用来盈利。
- 制造控制：许多专用线路仅运营短时间，需要将对时间敏感的货物在相对较短的距离内运送到工厂或加工点。这些货物主要是食品，通常采用窄轨铁路，以便更接近始发地。

因此，大多数专用铁路里程都很短，通常只有几英里/公里长。虽然这类线路通常会在某个地点通过换乘侧线或转运侧线与干线散货运输铁路连接，但也有一些显著的例外，这些线路长达数百英里，包括西澳大利亚州的铁矿石运输铁路，或中国的煤运铁路，以及加拿大的魁北克北岸和拉布拉多铁路和卡捷铁路。这些线路也被称为货运专线，其中只有该行业的产品需要在这两点之间运输，因此专用线更具经济意义，与其他行业的运输整合的可能性有限。参见马塔纳管理公司。
专用铁路服务于许多不同的行业。在澳大利亚和古巴，大部分专用铁路服务于甘蔗行业。在科罗拉多州，库尔斯酿酒公司通过专用铁路来运送原材料和运输成品。

## 分布

### 中国

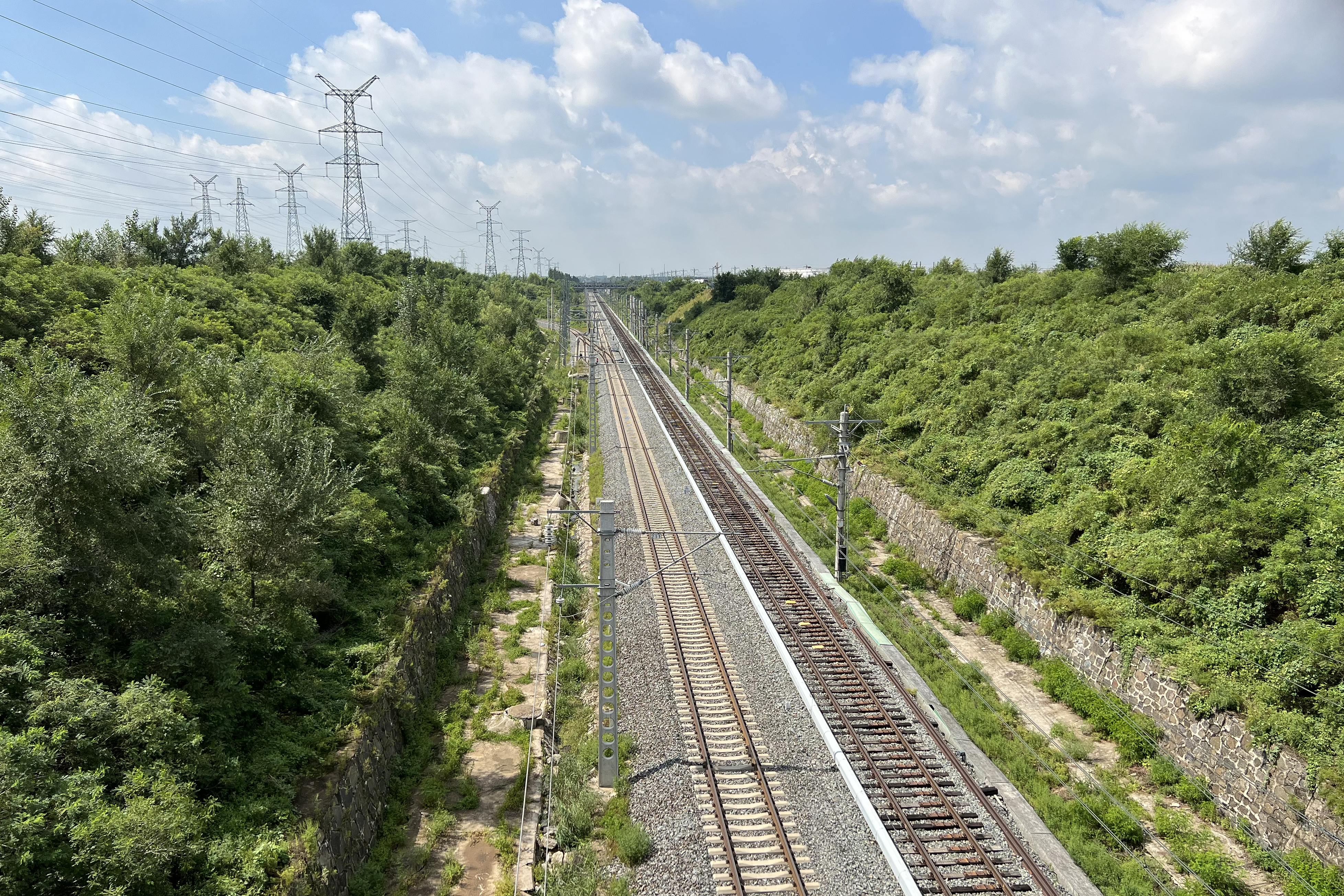
由国铁长白线小合隆站出岔的中车长春轨道客车厂区专用线，用于新造车辆甲种运送

除干线铁路网外，中国还有约3万公里的地方铁路专用线，其中很多是工业企业内部经营的。。大型企业的这一比例为77%，中小企业的这一比例为23%。。专用线最多的省份是黑龙江省、山西省、辽宁省、河南省以及河北省。
按行业分，工业占74%（煤炭、冶金、石油、电力、化工、建材等），運輸通信业占4%（其中港口铁路占2%），商贸业占3.5%，货物仓储及供应业占3.5%，其他行业占15%，此外还有7260公里林业铁路。。

### 澳大利亚
澳大利亚的铁路网大部分归州政府所有，但在矿藏丰富的地区，如西澳大利亚州北部和昆士兰州，也有矿铁，昆士兰州的甘蔗铁路则由私人拥有和经营。。
澳大利亚的铁矿石矿山集中在西澳大利亚州，大部分铁矿石通过专用铁路运输至港口出口。。

## 军用铁路

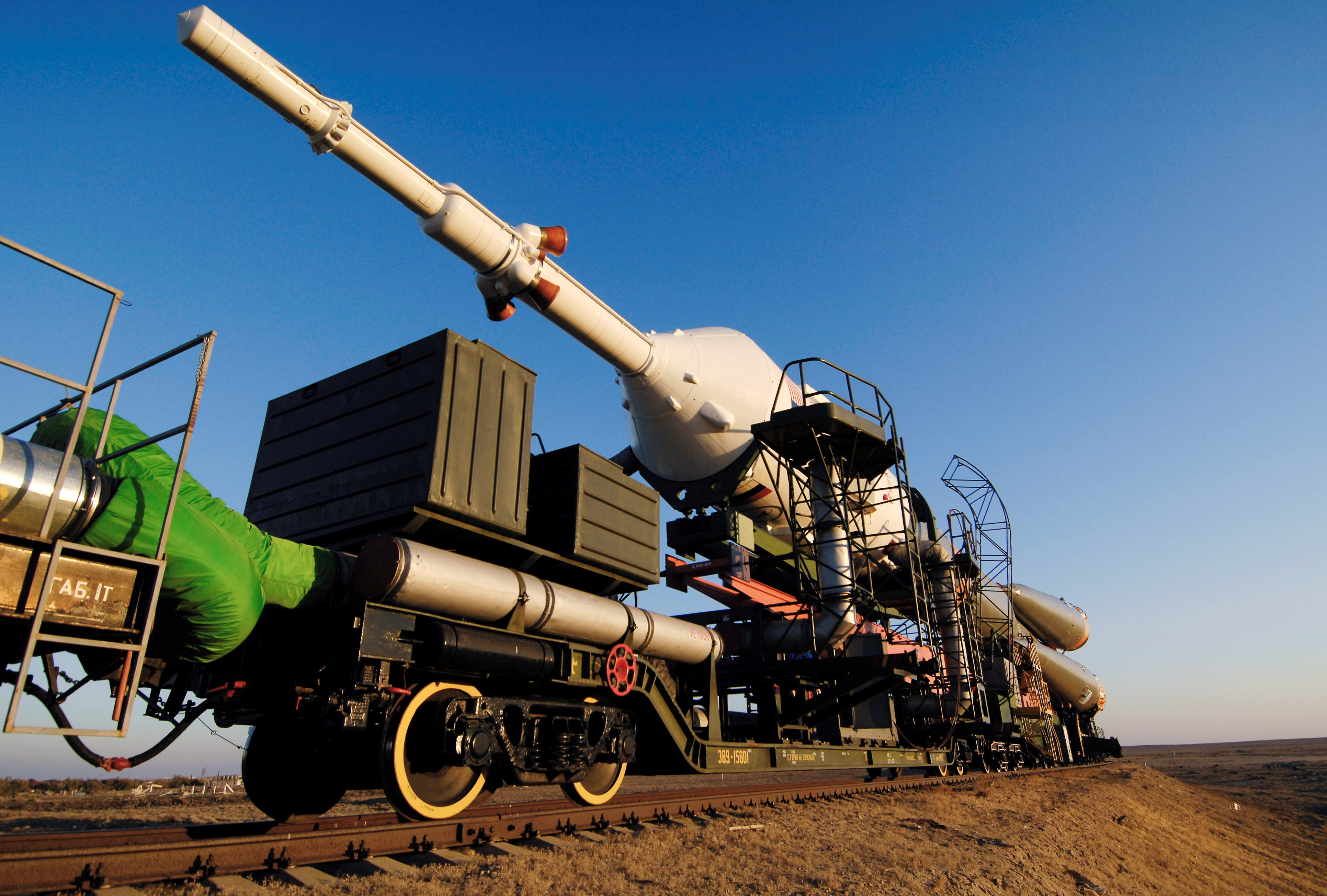
俄罗斯航天器通过拜科努尔航天港内铁路运送至发射台。

一些产业铁路用于军事目的，用作弹药库或交通枢纽和储存设施。世界上规模最大的产业铁路服务于拜科努尔航天发射场，长期由俄罗斯联邦武装力量的军事铁路部队运营。该铁路密切参与航天发射，将航天器运送到其附近的发射台。

## 图集

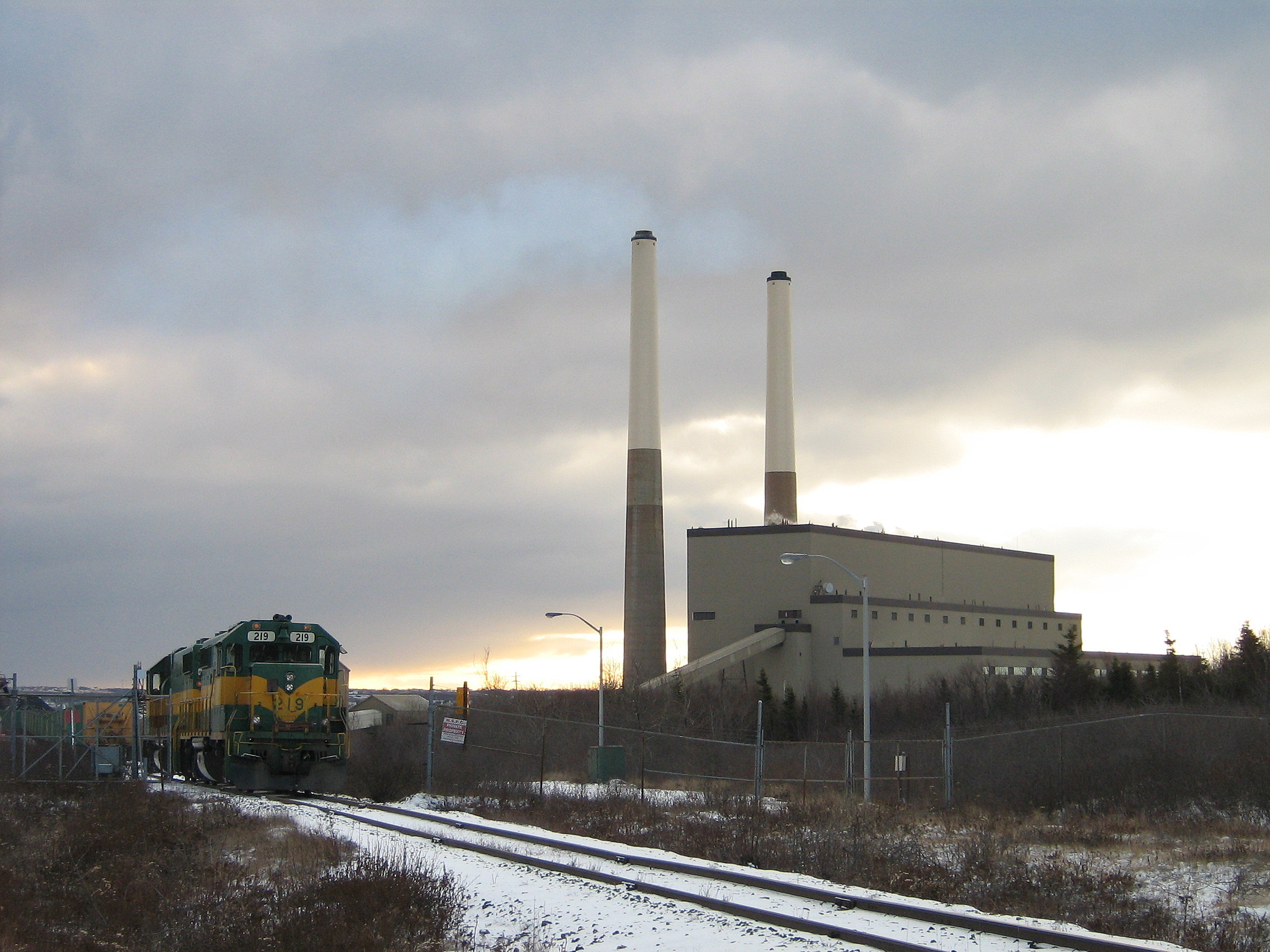
两台悉尼煤炭铁路 GP38-2型机车 在新斯科舍省卸煤后离开林根发电站。
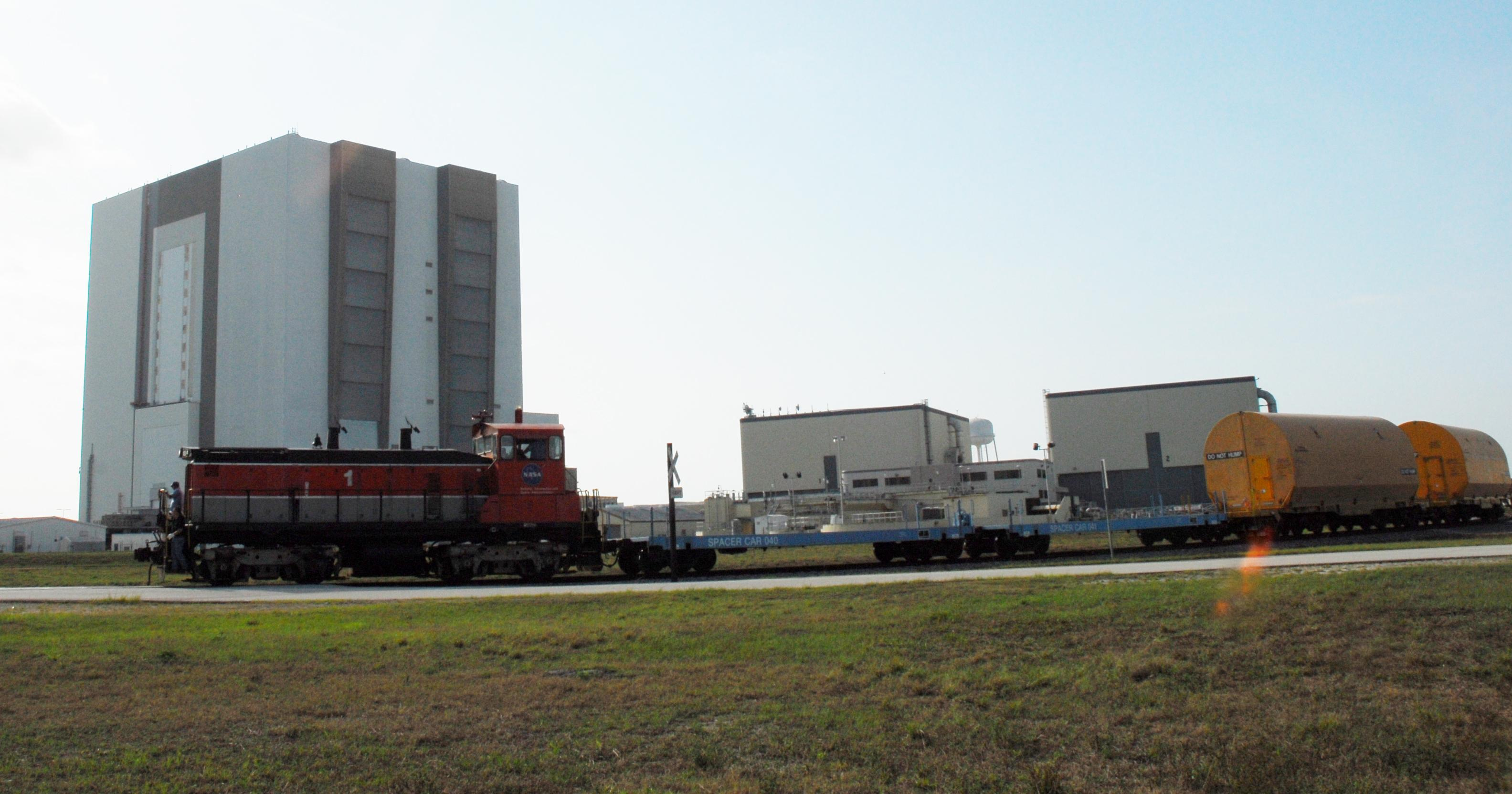
一辆EMD SW1500（英语：SW1500型机车）沿着佛罗里达州卡纳维拉尔角的NASA铁路（英语：NASA Railroad）运送NASA设备车。
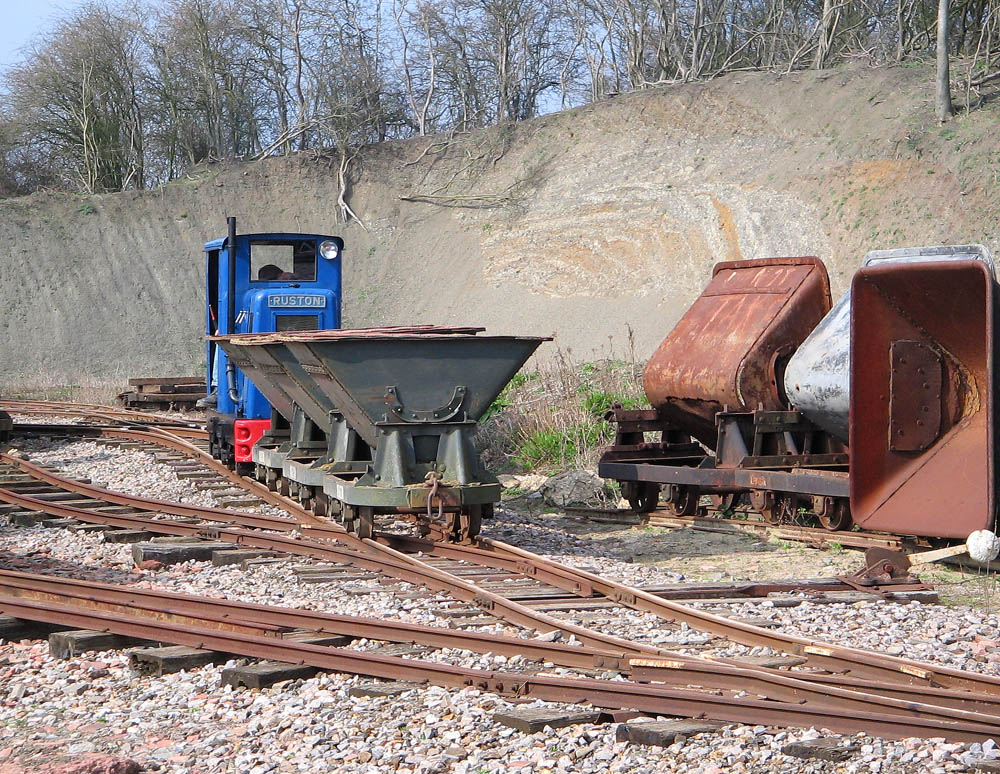
莱顿巴扎德窄轨铁路（英语：Leighton Buzzard Light Railway）上展示的窄轨工业沙火车
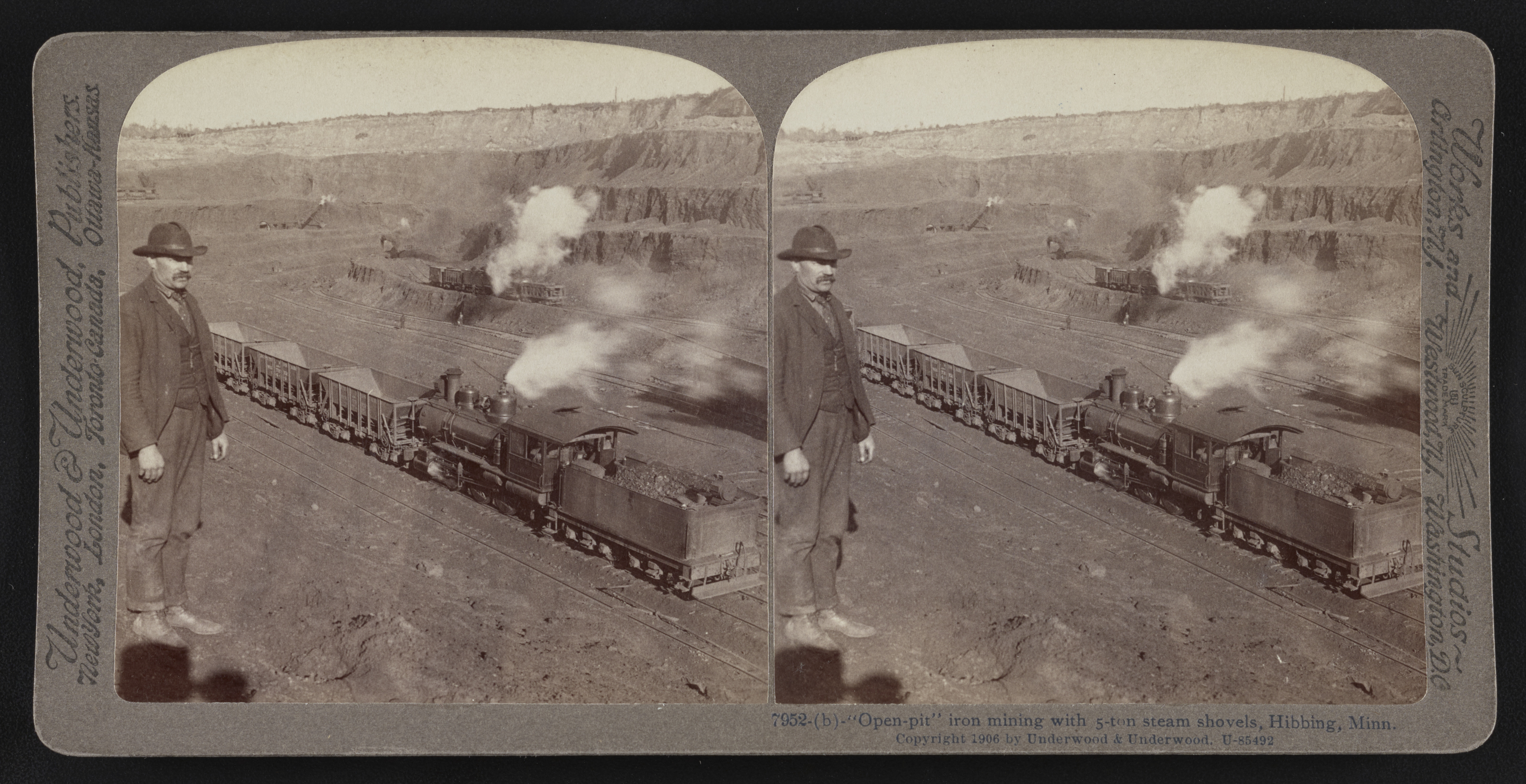
明尼苏达州希宾的一条露天（英语：Open-pit mining）铁矿工业铁路，约1906年
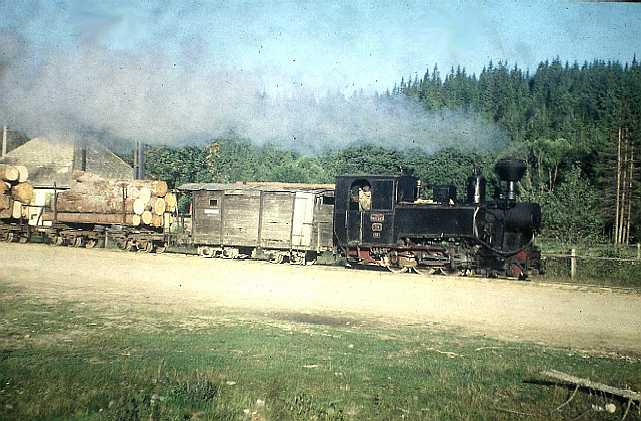
罗马尼亚科曼德烏鄉的蒸汽动力伐木列车